# Rottendorf (Schmidgaden)
Rottendorf ist ein Gemeindeteil der Gemeinde Schmidgaden und eine Gemarkung im Landkreis Schwandorf (Oberpfalz, Bayern).

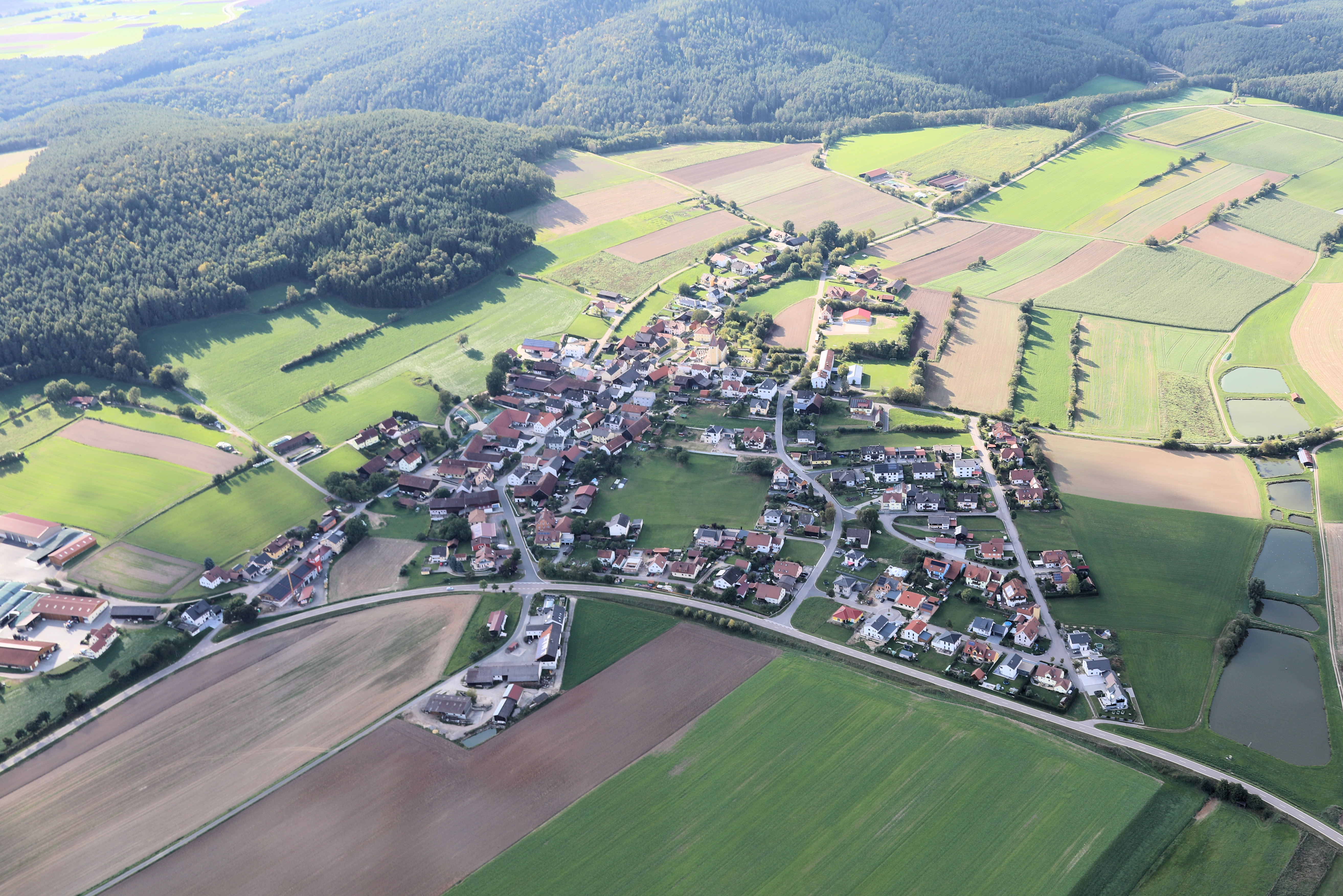
Rottendorf (2023)

Im Rahmen der Gebietsreform wurde die einstmalige Gemeinde Rottendorf am 1. Januar 1972 nach Schmidgaden eingegliedert. 1980 gewann Rottendorf den Titel „Schönstes Dorf“ der Oberpfalz.

## Geschichte
In Urkunden um 1394 wird Rottendorf als Gut in Ratendorf genannt.

## Denkmäler
Das Bayerische Landesamt für Denkmalpflege führt für die ehemalige Gemeinde Rottendorf nur wenige Denkmäler. Bedeutend ist vor allem die Friedhofskapelle aus der kunstgeschichtlichen Epoche der Romanik. Ungewöhnlich für die Region ist die Anzahl Grabkreuze aus Schmiedeeisen auf dem Friedhof. Die Friedhofsmauer ist im Kern mittelalterlich. Erhalten hat sich dorfseitig ein gotisches Gewändeportal.
Im Dorf selbst steht ein Bauernhaus in der Hohersdorfer Straße aus dem beginnenden 18. Jahrhundert unter Denkmalschutz. Hervorgehoben wird der gefaste Rundbogeneingang aus der Entstehungszeit.
Etwa einen Kilometer westlich findet man am Grümmerbach eine der Heiligen Maria Magdalena geweihte Wegkapelle aus dem 18. Jahrhundert.

### Katholische Pfarrkirche St. Andreas
Die gotische Chorturmkirche wurde laut Grabinschrift zwischen 1764 und 1766 auf Betreiben von Pfarrer Georg Peter Ströhl durch Meister aus der Region umgestaltet. Am Turm haben sich die spitzbögigen Schallfenster der mittelalterlichen Anlage teilweise erhalten.
Das vierjochige Langhaus trägt ein Tonnengewölbe. Das in Stuck gefasste Deckengemälde des Barock zeigt in der Hauptfläche die Berufung Petri, in den Zipfeln Szenen aus den Leben von Petrus, Paulus und des Heiligen Andreas. Haupt- und Seitenaltäre sowie Kanzel bereits dem Rokoko zuzurechnen. Die Orgel aus dem zweiten Viertel des 18. Jahrhunderts wurde im 19. Jahrhundert aus der Pfarrkirche von Kösching bei Ingolstadt übernommen.
Ungewöhnlich ist, dass sich kein Epitaph des umliegenden Adels in der Kirche befindet.

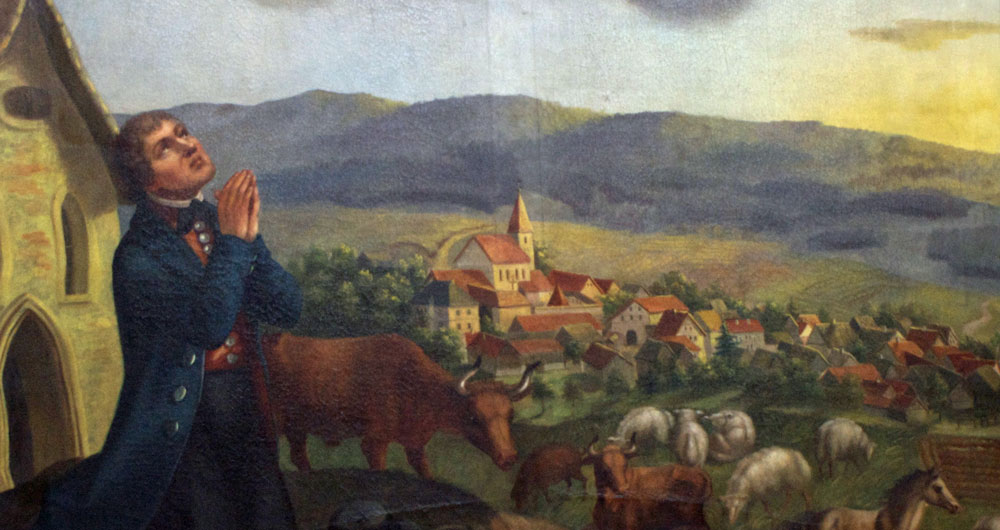
Rottendorf auf einem Votivbild des 18. Jahrhunderts
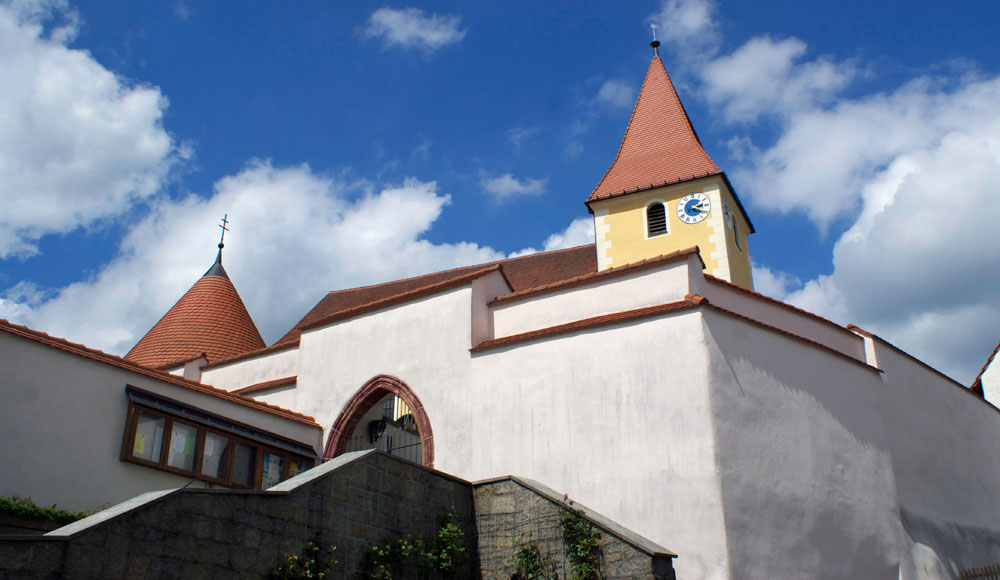
Mittelalterliche Friedhofsmauer mit gotischem Torbogen
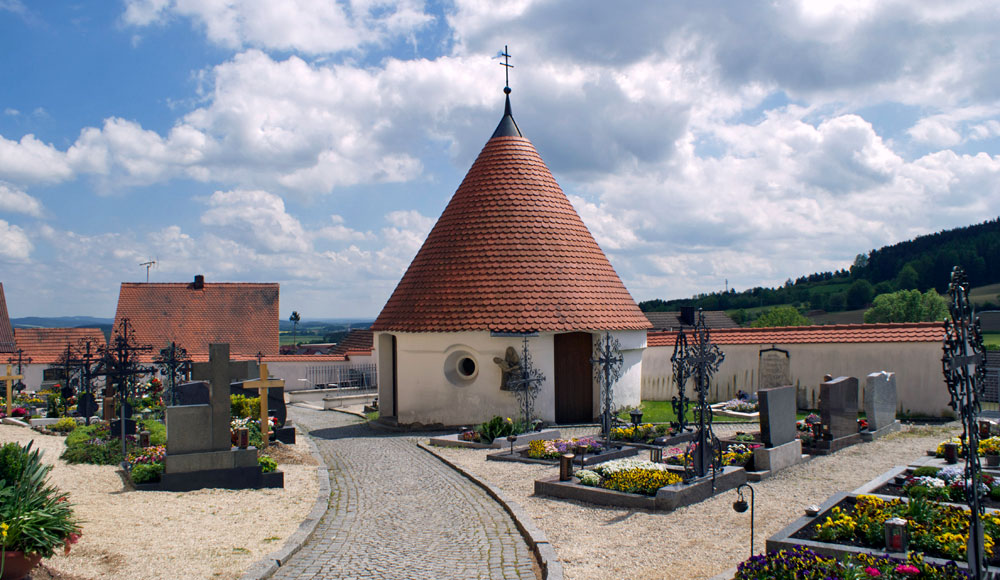
Friedhof und romanische Friedhofskapelle mit gotischer Pietà

### Friedhofskapelle (Karner)
Bei der Friedhofskapelle handelt es sich um einen romanischen Bau vermutlich aus dem 13. Jahrhundert. Seit 1958 wird sie als Gedenkstätte für die Gefallenen des Ersten und Zweiten Weltkrieges genutzt. An der Außenwand ist eine Pietà aus Sandstein mit der Jahreszahl 1421. Der Zugang wurde im 18. Jahrhundert umgestaltet.
Es handelt sich um einen zweigeschossigen Rundbau, wobei das untere Geschoss als Karner diente. Das Untergeschoss liegt unter Bodenniveau. Um 1900 war noch dessen ursprünglicher Boden aus Leseteinen noch vorhanden. Es über einen gewölbten Gang, der an der Friedhofsmauer endet, betreten werden.
Vom Typus entspricht die Friedhofskapelle der von Perschen.

### Bodendenkmäler
Etwa 800 Meter westlich des Dorfes befindet sich der nicht weiter erforschte, mittelalterliche Burgstall Rottendorf. In unmittelbarer Nähe, an der Verbindungsstraße nach Littenhof, wird eine Siedlung vor- und frühgeschichtlicher Zeitstellung oder des frühen Mittelalters vermutet.